# Pandurista
Pandurista is een geslacht van vlinders van de familie bladrollers (Tortricidae), uit de onderfamilie Tortricinae.

## Soorten
- P. encarsiotoma Diakonoff, 1953
- P. euptycha Diakonoff, 1975
- P. regressa Diakonoff, 1976
- P. stictocrossa Meyrick, 1918